# Валиоара (Хунедоара)
Валиоара (рум. Vălioara) насеље је у Румунији у округу Хунедоара у општини Ракитова. Oпштина се налази на надморској висини од 458 m.

## Становништво
Према подацима из 2002. године у насељу је живело 250 становника, од којих су сви румунске националности.